# Früchte des vergifteten Baumes
Früchte des vergifteten Baumes (engl. fruit of the poisonous tree) ist eine Metapher des Richters Felix Frankfurter, mit der er 1939 ein Grundsatzurteil des Obersten Gerichts der Vereinigten Staaten begründete. Diese Entscheidung etablierte im US-amerikanischen Recht ein erweitertes Verwertungsverbot für illegal gewonnene Beweise. Früchte des vergifteten Baumes bezeichnet seitdem eine gewohnheitsrechtliche Regel für den Strafprozess, deren Rechtsgedanke auch in Deutschland in vier bestimmten Fällen angewendet wird.
Dem Sprachbild nach können Strafermittlungsorgane bei bestehendem Verdacht eine Beweisquelle vermuten (Baum), die zur Aufklärung des Falles und gerichtsverwertbaren Beweisen führen kann (Früchte). Wenn sie jedoch darauf zugreifen, ohne rechtsstaatliche Kriterien zu beachten, machen sie diese Beweise unverwertbar. Einmal gesichert, dürfen diese fehlerbehafteten Beweise nicht dazu benutzt werden, die bereits verletzten Gebote zu umgehen und weitere Beweise zu ermitteln, denn auch diese neuen Beweise sind fehlerbehaftet und nicht gerichtlich verwertbar. Sie sind für einen Rechtsstaat als Früchte des vergifteten Baumes ungenießbar.

## Hintergrund
Der Angeklagte Frank Nardone wurde bereits in einem früheren Verfahren verurteilt, das vom Obersten Gericht geprüft wurde: Im ersten Prozess wurde er wegen Alkoholschmuggels verurteilt, nachdem Bundesbeamte seine Telefonleitungen abgehört hatten. Der Schuldspruch wurde vom Obersten Gericht aufgehoben, weil die Abhörmaßnahme gegen das Telekommunikationsgesetz von 1934 verstieß und ihre Ergebnisse nicht verwertet werden durften. Die verletzten Normen setzten einfachgesetzlich den IV. und V. Verfassungszusatz um.
Zurückverwiesen an die erste Instanz wurde erneut Anklage erhoben, diesmal jedoch nicht wegen Alkoholschmuggels, sondern wegen Steuerbetruges, der aus den Schmuggelgeschäften resultierte. Die Anklage verschob also nicht nur die Faktenbasis des erhobenen Vorwurfs, sondern veränderte auch den rechtlichen Gesichtspunkt, unter dem sie ihn erhob. Der Tatrichter sah sich daher wegen der alten Ermittlungsfehler an einem Schuldspruch nicht gehindert, da es sich diesmal um ein Steuerdelikt handelte und andere Beweise und Tatsachen benannt wurden.

## Frühere Tendenzen in der Rechtsprechung (Exkurs)
Die Früchte des vergifteten Baumes werfen ein Rechtsproblem auf, das u. a. am Maßstab des IV. Zusatzes zur US-Verfassung beurteilt wurde. Das Grundrecht auf Schutz vor willkürlichen Ermittlungsmaßnahmen des Staates wie Verhaftung und Durchsuchung wurzelt in der Tradition des britischen Habeas Corpus Act und will nicht nur die persönliche Freiheit des Bürgers sichern, sondern ihn auch vor Selbstbelastung schützen und hängt eng mit dem Anspruch auf faires Verfahren zusammen.

### Ausschluss- oder Sperrgrundsatz
Bereits 1914 hatte das Oberste Gericht daher zur Durchsetzung dieser Grundrechte entschieden, dass, wenn Ermittlungsorgane durch rechtswidrige Verhaftung, nicht ordnungsgemäße Durchsuchung oder willensbeugende Befragungsmethoden Beweise gewinnen, diese von der Verwertung in einem Prozess ausgeschlossen sind (exclusionary rule).

### Der FallSilverthorne gegen USA
Im Jahre 1920 zeichnete sich ab, dass das Gericht nicht dabei verbleiben will, lediglich einzelne rechtswidrig gewonnene Beweise für die weitere Beweisaufnahme zu sperren, sondern alles, was aus ihnen gewonnen wurde:

“The essence of a provision forbidding the acquisition of evidence in a certain way is that not merely evidence so acquired shall not be used before the Court but that it shall not be used at all. Of course this does not mean that the facts thus obtained become sacred and inaccessible. If knowledge of them is gained from an independent source they may be proved like any others, but the knowledge gained by the Government's own wrong cannot be used…”

„Der Sinn einer Bestimmung, die das Gewinnen von Beweisen in einer bestimmten Art und Weise verbietet, ist nicht bloß, dass ein so erlangter Beweis nicht im Gerichtsverfahren verwendet werden darf, sondern dass er überhaupt nicht verwendet werden darf. Freilich bedeutet dies nicht, dass die so gewonnenen Tatsachen unantastbar und unzugänglich würden. Wenn man zu ihrer Kenntnis anderweitig und auf hiervon unabhängigem Wege gelangt, können sie wie andere auch geltend gemacht und bewiesen werden; aber jenes Wissen, das man aufgrund von den staatlichen Organen selbst ausgeübten Unrechts erhält, kann nicht verwendet werden…“

## Die Entscheidung
Das Oberste Gericht hob auch die zweite Verurteilung des Angeklagten auf und entwickelte seine Rechtsprechung dahingehend weiter, dass das Manko illegal gewonnener Beweise eine Fernwirkung hat, und es bestimmte hierfür prozessuale Durchsetzungsmechanismen der abgestuften Darlegungs- und Beweislast:

“The burden is, of course, on the accused in the first instance to prove … that wire-tapping was unlawfully employed. Once that is established … the trial judge must give opportunity, however closely confined, to the accused to prove that a substantial portion of the case against him was a fruit of the poisonous tree. This leaves ample opportunity to the Government to convince the trial court that its proof had an independent origin.”

„Zunächst liegt die Beweislast freilich beim Angeklagten … zu belegen, dass das Abhören seines Telefons rechtswidrig stattfand. Ist dies einmal festgestellt…, muss der Tatrichter indes in begrenztem Umfang dem Angeklagten die Gelegenheit geben, ferner zu belegen, dass in einem erheblichen Maße das gegen ihn geführte Verfahren eine Frucht des vergifteten Baumes ist. Dies gibt der Anklage hinreichend Gelegenheit, das erkennende Gericht davon zu überzeugen, dass ihre Beweise einen davon unabhängigen Ursprung hatten.“

### Formelle Aussagen
Eine Prüfung der formellen Rechtmäßigkeit der Strafurteile spielte keine wesentliche Rolle.

### Materielle Aussagen
In materieller Hinsicht sind die o. a. Grundsätze wie folgt einzuordnen:
- In einem ersten Schritt haben Gerichte den bereits entwickelten Ausschluss- oder Sperrgrundsatz (exclusionary rule) anzuwenden. Danach dürfen rechtswidrig gewonnene Beweise den Anklagevorwurf nicht stützen. Die Strafgerichte müssen bei der Urteilsfindung die übrig gebliebenen Beweise würdigen. Bereits in der Beweisaufnahme darf der Richter nicht zulassen, dass fehlerbehaftete Beweise präsentiert werden.
- Will der Angeklagte geltend machen, dass manche der verbleibenden Beweise Produkt der Erkenntnisse fehlerbehafteter Beweise (Früchte des vergifteten Baumes) sind, so muss er den kausalen oder sonstigen Zusammenhang beweisen.
- Die Anklage kann einen Gegenbeweis antreten, dass sie zu den übrig gebliebenen Beweisen ohne die fehlerhaften Erkenntnisse gelangt wäre, insbesondere weitere Ermittlungswege aufzeigen, die vom Verfahrensfehler unbetroffen sind, also einen sauberen Weg (clean path).

## Folgen und weitere Entwicklungen

### Ausnahmen
Ausnahmen vom Ausschluss- und Sperrgrundsatz gelten auch für Früchte des vergifteten Baumes. Der Supreme Court legte auch fest, dass der Ausschlussgrundsatz in folgenden Situationen nicht angewendet wird:
- in Bewährungsverfahren oder Prozessen, deren Gegenstand der Widerruf vorzeitiger Haftentlassungen ist
- in Steuersachen
- in Abschiebungsverfahren
- wenn Regierungsbeamte außerhalb der USA Beweise gewinnen und/oder sichern
- wenn eine Privatperson (ohne Verbindung zur Exekutive) die Beweise gewinnt und/oder sichert
- wenn der Angeklagte sich entschließt, als Zeuge im eigenen Verfahren auszusagen – was er nach US-amerikanischem Recht kann –, so können Früchte des vergifteten Baumes verwendet werden, jedoch beschränkt darauf, seine Glaubwürdigkeit oder die Glaubhaftigkeit seiner Aussage zu erschüttern.[4]

### Gutglaubensgrundsatz
Wird eine gerichtliche Ermittlungsanordnung wie etwa ein Abhör- oder Durchsuchungsbefehl nach Erlangung von Beweisen oder zu ihnen führenden Erkenntnissen aufgehoben, weil sie fehlerhaft gewesen ist, können die Erkenntnisse der Ermittlungsorgane dennoch verwendet werden, wenn sie im guten Glauben handelten und auf den Bestand der Ermittlungsanordnung berechtigt vertrauten (good faith rule).
Dieser Grundsatz greift jedoch nicht,
- wenn die Ermittlungsanordnung formell-rechtlich fehlerhaft ist, da dies guten Glauben per se ausschließt
- wenn die Ermittlungsanordnung nicht präzise den Ermittlungsgegenstand bezeichnet
- wenn Ermittlungsorgane arglistig handeln und dadurch eine Ermittlungsanordnung erwirken.

### Der FallWong Sun gegen USA
1963 präzisierte das Oberste Gericht die Doktrin zu den Früchten des vergifteten Baumes dahingehend, wie eng in diesem Sinne die Verbindung zwischen Baum und Frucht sein soll – also der Zusammenhang zwischen dem fehlerbehafteten Primärbeweis und den Sekundärbeweisen – und wie dies prozessual umzusetzen ist. Demnach muss der Tatrichter bei Feststellung oder bereits Erkennbarkeit eines fehlerhaften Primärbeweises, der gemäß dem Ausschlussgrundsatz nicht den Anklagevorwurf stützt, selbst untersuchen, unter welchen Umständen nunmehr vorgebrachte Sekundärbeweise gewonnen wurden. Er muss in einem separaten Anhörungsverfahren ohne Geschworene untersuchen, ob im Ermittlungsablauf ein anderweitig vorhandener Ermittlungsansatz kausal zu dem Sekundärbeweis geführt hat. Erforderlich ist ein Positivbefund, dass andere hinreichend unterschiedliche Mittel der Verfolgungsorgane den Sekundärbeweis zu Tage gefördert haben.
Erst nach Abschluss dieses Nebenverfahrens kann die reguläre Beweisführung – ggf. vor einer Jury – vorgenommen werden.

### Der FallUSA gegen Ceccolini
Im Jahr 1978 entschied das Gericht erneut über die Verbindung zwischen den Früchten und dem vergifteten Baum. Der Tatrichter hat auch zu untersuchen, ob aus quantitativen – v. a. zeitlichen – Gründen der Zusammenhang zwischen dem fehlerbehafteten Primärbeweis und dem Sekundärbeweis gelöst wurde.
In diesem Fall wurden Beweise gegen den Angeklagten rechtsirrig nicht berücksichtigt, weil ein Belastungszeuge ein Jahr zuvor illegal festgenommen und befragt wurde. Monate nach seiner Entlassung wurde er erneut befragt, ohne dass ein thematischer Zusammenhang mit der Festnahme hergestellt wurde. An der Qualität dieser zweiten Aussage bestehen keine Bedenken, da sie weder einen neuen willensbeugenden Kontext hatte (und der Ausschlussgrundsatz nicht einschlägig sein könnte), noch fühlte sich der Zeuge durch seine früheren Einlassungen vorbestimmt. Die belastende Aussage war demnach weder ein vergifteter Baum noch dessen Frucht.

## Rechtslage in Deutschland

### Systemvergleich (Exkurs)
In Deutschland werden Früchte des vergifteten Baumes auch unter den Stichworten Fernwirkung oder erweitertes Beweisverwertungsverbot diskutiert. Während das deutsche Strafverfahren ohne Parteien und als ausschließlich objektive Wahrheitserforschung durch den Staat konzipiert ist (ex parte), an der die Verteidigung obligatorische Teilhaberechte hat, unterliegt der Strafprozess in den USA als Parteiprozess der freien und einvernehmlichen Disposition der Beteiligten und greift auf den sog. prozessualen Wahrheitsbegriff zurück: Als wahr gilt nicht, was objektiv geschehen ist, sondern das Bewiesene, ferner aber auch, worüber Einigkeit zwischen den Parteien besteht. Dieser Unterschied hängt nicht zuletzt damit zusammen, dass das deutsche Rechtssystem das gesamte Strafrecht als Teilgebiet des öffentlichen Rechts einordnet und den dazugehörigen verfassungsrechtlichen Anforderungen zusätzlich aussetzt, während das amerikanische Recht schlicht Straf- und Zivilprozess als traditionell gebildete Verfahren kennt (inter partes). Im deutschen Recht hat sich daher ein vielschichtigeres System eines Rollenverständnisses der Prozessbeteiligten herausgebildet, mit dem die Beweislehre korrespondiert.
Rahmen des deutschen Strafrechts ist das Gewaltmonopol, das den Staat als den Handelnden sieht. Als Ableitung des Gewaltmonopols ist die Durchsetzung des staatlichen Strafanspruchs daher eine gleichermaßen öffentliche Aufgabe wie der Schutz des Angeklagten. Ein Strafrecht mit einem solchen ganzheitlichen Ansatz kann nicht in einem parteidominierten Verfahren umgesetzt werden, in dem der Prozessstoff disponibel ist. Es ist daher für die Prozessbeteiligten einfacher, den Ermittlungsumfang auszudehnen als ihn zu begrenzen. Entscheidungstragend ist dieser Prozessstoff aber nicht in seiner vollen Breite, er kann nur im Rahmen des gesetzlichen Straftatbestandes und der Strafzumessungsregeln berücksichtigt werden (siehe auch Analogieverbot). Für Beweisverbote bedeutet dies, dass sie nur in spezialisierter Form zulässig sind.
In Deutschland unterscheidet man unter verschiedenen Aspekten folgende Beweisverbote, wobei sich diese Gruppen untereinander nicht ausschließen:
- Beweiserhebungsverbote (bereits die Gewinnung ist untersagt)
  - Beweisthemaverbote – Gegenstand ist für Strafverfahren irrelevant oder darf aus verfassungsrechtlichen Gründen nicht ermittelt werden, daher führt ein Verstoß stets zu einem Verwertungsverbot
  - Beweismittelverbote – ein bestimmtes der vier Beweismittel (Urkunde, Zeuge, Sachverständigengutachten, Augenschein) darf nicht herangezogen werden, die anderen sind zulässig
  - Beweismethodenverbote – untersagt bestimmte Methoden zur Gewinnung von Beweisen, nicht nur Folter, sondern auch z. B. Ermüdung und Täuschung
- Beweisverwertungsverbote
  - relative und absolute – abhängig von der Zustimmung des Angeklagten nach Beendigung des Verstoßes
  - selbständige (Beweiserhebung ist an sich rechtmäßig, das Verbot entsteht jedoch nicht aus der Art der Erhebung, sondern anhand eines eigenen Rechtsgrundsatzes) und unselbständige (entsteht nur durch eine rechtswidrige Art der Beweiserhebung)

Grob gesagt, sieht das deutsche Recht für Ermittlungsfehler eine Kompensation im Rechtsfolgenausspruch vor, das amerikanische Recht hingegen die Kassation der gesamten Beweisquelle: In den USA wirkt die Doktrin von den Früchten des vergifteten Baumes letztlich in beiden Richtungen zwischen Beweisverwertungs- und Beweiserhebungsverboten, und entsprechend auch bei deren Verkettung. In Deutschland führt ein Verwertungsverbot grundsätzlich zu einem Erhebungsverbot, doch gilt die Umkehrung nicht: Aus einem Erhebungsverbot folgt nicht automatisch ein Verwertungsverbot. Daher wird auch eine Fernwirkung dergestalt nicht anerkannt: Verwertungsverbot → Erhebungsverbot → Verwertungsverbot etc. (s. u.).

#### Absolute und relative Verbote
Ermittlungsregeln haben einen dualistischen Charakter: Sie sollen die gleichberechtigte Teilnahme des Angeklagten als Quasi-Mitaufklärer sichern (Partizipationsaspekt) und das Ermittlungsverfahren allein auf tatbestandsrelevante und qualitative Beweise begrenzen (Qualitätsaspekt). Geht eine Ermittlungshandlung darüber hinaus, kann sie selbständig und sofort angefochten werden und die Beteiligten brauchen die Beweisaufnahme in der Hauptverhandlung nicht abzuwarten.
Bestimmte Beweisverbote haben daher im ersten Fall einen relativen Bestand, der davon abhängt, ob im Falle eines Regelverstoßes der geschützte Verfahrensbeteiligte in einem späteren Stadium sein Einverständnis zur Verwertung gibt und letztlich damit seine Dispositionsfreiheit ausübt. Dies ist vor allem der Fall bei Verstößen gegen § 55, § 136, § 163a Strafprozessordnung (StPO), also als Schutz vor Selbstbelastung (nemo tenetur se ipsum accusare).
Beweisverbote, die hingegen die Qualität der Beweisaufnahme sichern, gelten absolut und auf ein Einverständnis des Angeklagten kommt es nicht an. Dies sind vor allem Verbote unzulässiger Vernehmungsmethoden wie Misshandlung, Täuschung, Hypnose, Zwang, Drohung u. Ä. (§ 136a StPO). Allenfalls können Verstöße "geheilt" werden, indem – falls möglich – der Beweis regelkonform erneut erhoben wird.

#### „Not at all“-Argument
Das „Not at all“-Argument im Fall Silverthorne gegen USA ist dem deutschen Recht nicht fremd. Ermittlungshandlungen sind stets grundrechtsbelastende staatliche Eingriffe und bedürfen einer zusätzlichen öffentlich-rechtlichen Rechtfertigung (siehe auch Vorbehalt des Gesetzes, Übermaßverbot). Die StPO-konforme Wahrheitserforschung findet dort ihre äußerste Grenze, wo der staatliche Strafanspruch von Individualinteressen limitiert wird. Hier gilt die Formel: Keine Wahrheitsfindung um jeden Preis. Dies ist vor allem der Fall bei schweren Eingriffen in das Allgemeine Persönlichkeitsrecht des Beschuldigten (sog. Kernbereich privater Lebensgestaltung). Insoweit haben sich ungeschriebene, jedoch stark wirkende Beweisverbote aus Verfassungsgrundsätzen entwickelt, die am Maßstab der sog. Drei-Sphären-Theorie gemessen werden – etwa bei Tagebuchaufzeichnungen.

#### Beweislast und Beweismodus
Anders als in den USA ist der Angeklagte nach der Strafprozessordnung grundsätzlich nicht beweisbelastet: Beruft er sich auf Ermittlungsfehler, braucht er sie nicht zu beweisen. Auch bedarf es nicht eines Beweisantrages, da solche Aspekte von Amts wegen zu prüfen sind. Stellt er jedoch einen solchen Antrag, sind Ermittlungsorgane und das Prozessgericht daran gebunden und haben den Sachverhalt zu erforschen – § 163a Abs. 2, § 244 StPO. Das Gericht untersucht Ermittlungsfehler im Freibeweis. Der Grundsatz in dubio pro reo gilt dabei nicht. Ist der Verstoß nicht erwiesen, sind die Beweise verwertbar.

### Meinungsstand in der Rechtswissenschaft
Wegen dieser Systemunterschiede ist die Doktrin von den Früchten des vergifteten Baumes in der deutschen Rechtspraxis – bis auf Einzelfälle – nicht anerkannt, während sie nach herrschender rechtswissenschaftlicher Meinung Zustimmung findet:
- Nach der Rechtsprechung des Bundesgerichtshofs gilt grundsätzlich keine Fernwirkung:[11] Ein Verfahrensverstoß darf nicht die gesamte Ermittlung beenden und zur Aufgabe des Ziels der Wahrheitserforschung führen. Die Prüfung eines „sauberen Wegs“ wird als willkürlich empfunden und zwar sowohl bei einer Ermittlungshypothese als auch anhand des tatsächlich sich zugetragenen Ermittlungsablaufs. Eine Fernwirkung ziele primär darauf ab, Ermittlungsorgane zu disziplinieren und etwaigen Verstößen von vornherein den Erfolg zu versagen.[12] Dies sei – anders als bei einem Parteiprozess – nicht notwendig, da die Strafprozessordnung eine Staatsanwaltschaft als „objektivste Behörde der Welt“ konzipiere, die auch zugunsten des Angeklagten ermittelt und den Prozess führt und gar Rechtsbehelfe für ihn einzulegen hat.
- Nach der Gegenmeinung soll wegen der Umgehungsgefahr von Beweisverboten grundsätzlich Fernwirkung gelten,[13] es sei denn, das Beweismittel wäre höchstwahrscheinlich auch rechtmäßig erlangt worden.[14] Besonders kritisch wird das Disziplinierungsargument gesehen, nämlich als Zirkelschluss nach dem Muster „Denn es kann nicht sein, was nicht sein darf“: Würden die Organe einer wohlfunktionierenden Rechtspflege keiner Disziplinierung bedürfen, gäbe es nichts gegen Disziplin-Absicherungsmechanismen einzuwenden, denn sie kämen ja dann ohnehin nie zur Anwendung.
- Gelegentlich wird eine Abwägung am Verhältnis zwischen dem Gewicht des Verstoßes und der Schwere der Tat vorgeschlagen.[15]
- Eine weitere Meinung schlägt eine Fernwirkung vor, nur soweit der Schutzbereich der verletzten Norm reicht[16] und bezieht sich damit letztlich auf die sog. Rechtskreistheorie.

### Ausnahmsweise Anwendung der Doktrin von den Früchten des vergifteten Baumes
Die grundsätzliche Ablehnung der Doktrin von den Früchten des vergifteten Baumes kennt im Wesentlichen folgende Ausnahmen:

#### Quasi-Fernwirkung / Fortwirkung
In Fällen von qualitätsorientierten Verwertungsverboten wie in § 136a StPO ist eine Quasi-Fernwirkung anerkannt, wenn ein Ermittlungsfehler zwar nicht fortgesetzt wird, jedoch seine Ergebnisse dem Beschuldigten vorgehalten werden und er unter Einwirkung dessen zu weiteren Beweisen führt (Fortwirkung).
Hauptverfahren: Bei Verstoß gegen § 136a StPO muss das Gericht in der Hauptverhandlung diesen zunächst feststellen, dann weiter von Amts wegen erforschen, ob und wie weit er fortgewirkt hat, also den Bereich der Beweise, die als vergifteter Baum zu bezeichnen wären. In diesem Umfang herrscht ein indisponibles Verwertungsverbot, da es an Beweisqualität mangelt. Das Gericht kann jedoch nach einer sog. qualifizierten Belehrung des Angeklagten, d. h. über die Unverwertbarkeit von bisher unter Verstoß gegen § 136a StPO erlangten Beweisen, den Angeklagten erneut vernehmen und ein dann erfolgendes Geständnis verwerten. Früchte, welche aus Beweisen, die unter Verstoß gegen § 136a StPO erlangt worden sind, sind in der Rechtspraxis jedoch verwertbar.
Ermittlungs- / Zwischenverfahren: Dauern hingegen Ermittlungen noch an und sind weitere Beweisfunde möglich, so hat ein Ermittlungsrichter oder Staatsanwalt die Fortwirkung des Verstoßes zu beenden und ein fehlerhaftes Bild beim Beschuldigten und bei der Verteidigung z. B. durch eine entsprechende Belehrung über die Unverwertbarkeit zu beseitigen, um eine regelkonforme Neuerhebung des Beweises oder weitere Einlassungen zu ermöglichen, ähnlich wie im o. a. Fall USA gegen Ceccolini. Jedoch nur eine wirksame – zeitliche und thematische – Zäsur unterbricht diese Fortwirkung und führt zu verwertbaren Beweisen.

#### G-10-Maßnahmen
Wenn Nachrichtendienste gemäß dem Artikel-10-Gesetz heimlich ermitteln und über diese Ermächtigung hinausgehen, besteht eine Fernwirkung für Früchte des vergifteten Baumes. Eine Ausnahme besteht allenfalls dann, wenn sie dabei auf Ermittlungsansätze anderer Straftaten als die vermuteten stoßen, die auch im Katalog für Ermittlungen nach dem Artikel 10-Gesetz gelistet sind (Katalogstraftaten).

#### Telekommunikations-Abhörmaßnahmen gemäß Strafprozessordnung
Ermittelt die Staatsanwaltschaft heimlich (§§ 100a ff. StPO) und fehlen bei der Ermittlungsmaßnahmen-Anordnung wesentliche sachliche Voraussetzungen, so dürfen die gewonnenen Erkenntnisse nach der Rechtsprechung des Bundesgerichtshofs nicht verwertet werden. Dies gilt auch für so genannte Zufallsfunde. Der Beschuldigte muss jedoch einer Verwertung entsprechender Beweise im Verfahren ausdrücklich widersprechen. Bei einer Kette von Telekommunikationsüberwachungen muss sogar jede Maßnahme separat gerügt werden, eine Kettenüberprüfung findet nicht statt.

#### Wohnraumüberwachung (Großer Lauschangriff)
Wird eine Wohnung überwacht, gelten besonders strenge Maßstäbe, da man damit in das letzte Refugium eines Menschen eindringt und dies allenfalls bei besonders schweren Straftaten gerechtfertigt werden kann. Kommt es hier dennoch zu einem Ermittlungsfehler, soll nach der Rechtsprechung des Bundesverfassungsgerichts auch eine Fernwirkung greifen. Diese Anforderungen wurden in zwei gesetzgeberischen Anläufen unzureichend umgesetzt, so dass sie noch nicht kodifiziert sind.